# Bolaños de Calatrava
Pour les articles homonymes, voir Bolaños (homonymie) et Calatrava.
Bolaños de Calatrava est une commune de la province de Ciudad Real, dans la communauté autonome de Castille-La Manche, en Espagne.

## Administration
| Période                                  | Période | Identité | Étiquette | Qualité |
| ---------------------------------------- | ------- | -------- | --------- | ------- |
|                                          |         |          |           |         |
| Les données manquantes sont à compléter. |         |          |           |         |

## Culture
La procession de la Virgen del Monte dans le pèlerinage populaire et animée chaque année marque le dernier week-end d'avril.

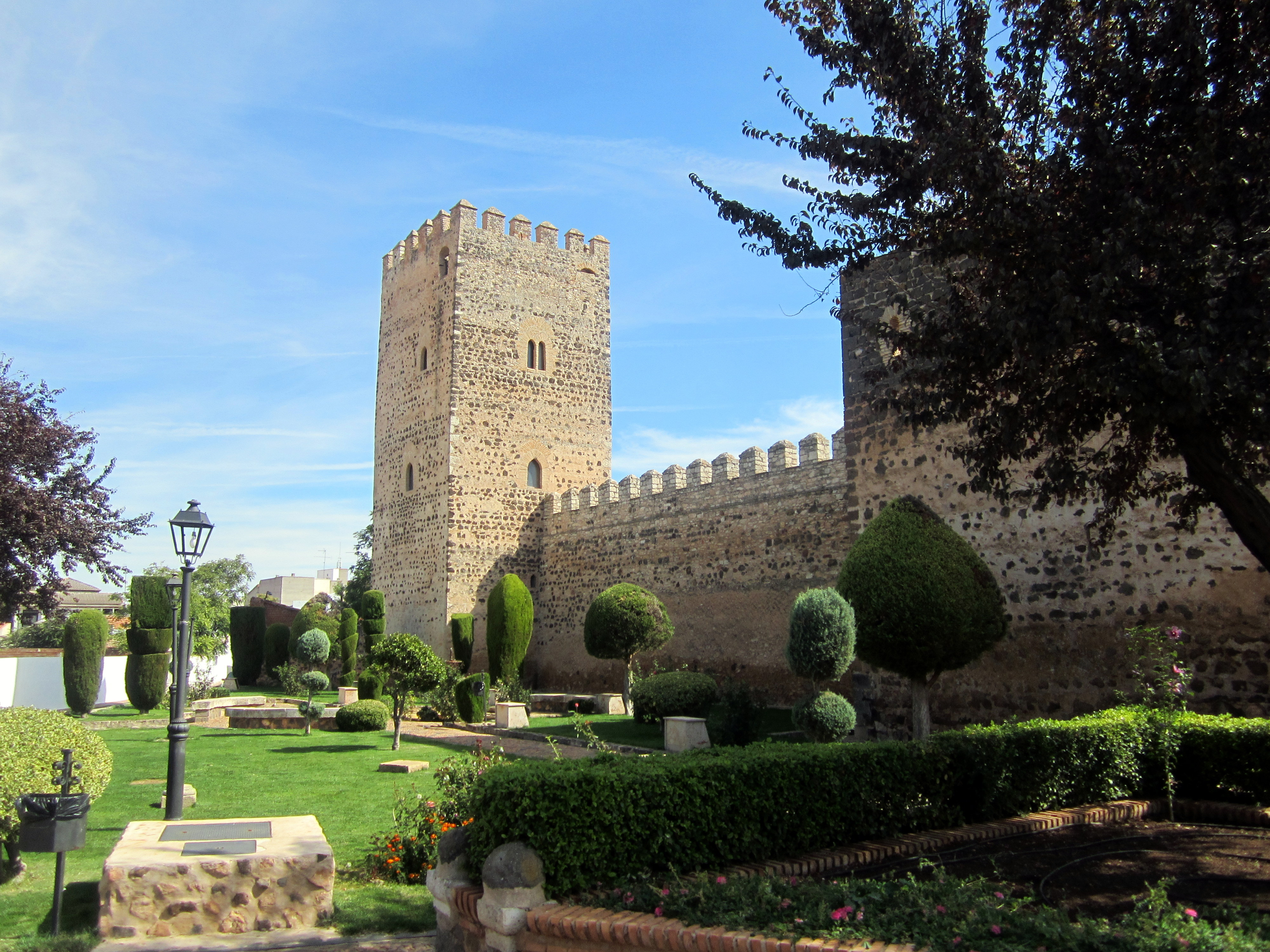
château de Doña Berenguela de Castille.

## Jumelage
Bolaños de Calatrava est jumelée avec :
- Nové Strašecí (Tchéquie)

## Personnalités liées à la commune
- Fran García (1999-), footballeur espagnol, y est né.